# Nürnberg Rams
Die Nürnberg Rams (früher Noris Rams) sind die erfolgreichste American-Football-Mannschaft in Franken.

## Geschichte
Gegründet im September 1981 spielten sie bereits im Jahr 1982 in der 2. Bundesliga. In den Jahren 1983 bis 1998 spielten die Nürnberg Rams, die sich später wegen Streitigkeiten mit dem Dachverein in Noris Rams umbenannten, in der 1. Bundesliga. 1987 schafften die Nürnberger Footballer erstmals die Meisterschaft in der Süd-Gruppe und erreichten in der Play-off-Runde um die deutsche Meisterschaft den dritten Platz. Die Süd-Meisterschaft wurde jeweils 1989, 1991 und 1996 wiederholt. Der Angriff auf den nationalen Meistertitel scheiterte aber jeweils in der Play-off-Runde. 1987 war das erfolgreichste Jahr in der Geschichte der Rams. Die Nürnberger unterlagen erst im Halbfinale dem späteren Meister Berlin Adler und erreichten damit den dritten Platz in der 1. Bundesliga.
Im Jahr 1998 folgte der Zwangsabstieg in die 2. Bundesliga, da die Mannschaft nicht in vorgeschriebener Personalstärke zu den Spielen antreten konnte. Im Jahr darauf folgte die Auflösung des Vereins, der neben den Ansbach Grizzlies die Sportart American Football in Franken populär gemacht hat. Bis zu 6000 Zuschauer besuchten die Heimspiele, die sowohl auf dem Soldier Field (Zeppelinfeld) als auch im Frankenstadion ausgetragen wurden.
Am längsten in der Position des Vereinsvorsitzenden war der Nürnberger Peter Schuh, der auch im Jahr 2000 die Nürnberg Rams als Flag-Football-Mannschaft neu ins Leben rief. Die Flag-Mannschaft der Nürnberg Rams war bis heute sehr erfolgreich, konnte sich bayerische und deutsche Meisterschaftstitel sichern. Einige Spieler nahmen in der Nationalmannschaft an Europa- und Weltmeisterschaften teil.
Im Oktober 2007 wurde die American-Football-Mannschaft Nürnberg Rams American Sports e. V. gegründet, der es gelang, innerhalb von vier Jahren vier Aufstiege zu feiern. Die Nürnberg Rams spielten in der Saison 2012 erstmals in der German Football League 2 (2. Bundesliga), in der sie am Ende den 4. Tabellenplatz erreichten. In der Saison 2013 erreichten die Rams den 3. Platz der GFL 2.

## Stadion
Der Verein spielt auf dem Zeppelinfeld / Soldierfield in Nürnberg, einem Naturrasenplatz mit einer Zuschauerkapazität von 2.500. Im Jahr 2012 kamen ca. 4.500 Zuschauer zu den Heimspielen der Nürnberg Rams, der Schnitt betrug 681 Zuschauer.
| Saison | Zuschauer gesamt | Heimspiele | Schnitt | Kapazität | Auslastung |
| ------ | ---------------- | ---------- | ------- | --------- | ---------- |
| 2012   | 5.287            | 7          | 755     | 2.500     | 30 %       |
| 2013   | 4.555            | 7          | 651     | 2.500     | 26 %       |
| 2014   | 3.962            | 7          | 566     | 2.500     | 23 %       |
| 2015   | 4.695            | 7          | 670     | 2.500     | 27 %       |
| 2016   | 4.620            | 7          | 660     | 2.500     | 26 %       |